# Neobank
Eine Neobank (altgriechisch νέος néos, deutsch ‚neu, neuartig‘) ist eine Bank, die keine Filialen betreibt und primär über eine mobile App mit ihren Kunden agiert. Neobanken gehören zu den Direktbanken, aber heben sich noch stärker von traditionellen Filialbanken ab. Neobanken stammen aus dem Finanztechnologie-Sektor (Fintech) und legen großen Wert auf Finanzinnovationen. Sie sind oft nicht so breit aufgestellt wie klassische Direktbanken, sondern fokussieren sich auf Kernprodukte. Des Weiteren unterscheiden sie sich durch die ausgegebenen Zahlungskarten (Prepaid-, Debit- oder Kreditkarte) und der Autorisierung des Bankkunden.

## Geschichte
In Deutschland entstand als erste Neobank im Januar 2015 die N26, es folgte im März 2016 die Solarisbank. Seit 2019 hält der Begriff Neobank zunehmend Einzug in deutsche Medien wie beim Handelsblatt.

## Bankgeschäfte
Als typische Bankgeschäfte können über Neobanken der bargeldlose Zahlungsverkehr über ein Girokonto, Einlagengeschäft, Kreditgeschäft oder Wertpapiergeschäft abgewickelt werden, sofern eine gesetzlich vorgeschriebene Anlageberatung nicht erforderlich ist. Die Neobanken bieten ihren Kunden neben dem Kontoservice als Unternehmen im Regelfall eine Debitkarte von Mastercard oder Visa an, die auch in die Wallets von Apple und Google integrierbar sind. Dadurch gehören die Neobanken zu den wichtigsten Partnern für die Markteinführung von Apple Pay und Google Pay und unterstützen dabei die Bestrebungen internationaler Kartenorganisationen, ebenfalls in das meist national beherrschte Kartengeschäft Europas vorzudringen.
Da Neobanken in Deutschland einem Bankenverband angehören müssen, unterliegen Bankguthaben der gesetzlichen Einlagensicherung.

## Vergleich
Traditionelle Banken und Neobanken lassen sich wie folgt vergleichen:
| Bankgeschäft/Merkmale      | klassische Banken                                                                   | Neobanken                                                                           |
| -------------------------- | ----------------------------------------------------------------------------------- | ----------------------------------------------------------------------------------- |
| Vertrieb von Bankprodukten | Bankschalter, Online-Banking                                                        | nur online durch Mobile Apps                                                        |
| Kundendienst               | langfristige Kundenbindung Kontakt persönlich, telefonisch, schriftlich oder online | kurzfristige Bankgeschäfte, virtuell Kontakt über mobile App, ausnahmsweise Telefon |
| Bankgebühren               | geringe Markttransparenz durch hohe Preisdifferenzierung                            | einfach und überschaubar                                                            |
| Filialbanken               | ja, auch Einzelbank möglich                                                         | nein                                                                                |

Kontakte zwischen Neobanken und ihren Bankkunden finden überwiegend durch Mobiltelefon, Smartphone, Tabletcomputer oder Personal Computer statt, seltener durch Telefon.

## Rechtsfragen
Wird auch nur eines der in § 1 Abs. 1 Kreditwesengesetz (KWG) abschließend aufgezählten Bankgeschäfte gewerbsmäßig betrieben, bedarf dies der schriftlichen Erlaubnis (Banklizenz) durch die Bankenaufsicht Bundesanstalt für Finanzdienstleistungsaufsicht (BaFin) nach § 32 KWG. Deshalb sind bei Neobanken insbesondere die Annahme von Bankguthaben jeder Art (Passivgeschäft), die Gewährung von Krediten jeder Art (Aktivgeschäft) oder der bargeldlose Zahlungsverkehr (Zahlungsdienste nach § 10 Abs. 1 Zahlungsdiensteaufsichtsgesetz) erlaubnispflichtig.
Ist die Banklizenz erteilt, werden auch Neobanken wie alle Kreditinstitute im Rahmen der Bankenaufsicht durch die BaFin laufend überwacht. Diese Überwachung hat einige Mängel aufgedeckt. Im Mai 2019 hatte die BaFin bei der Berliner N26 – dem Marktführer unter den deutschen Neobanken – erhebliche Mängel im Risikomanagement (in den Bereichen Informationstechnologie und Auslagerungsmanagement) festgestellt. Diese seien im starken Wachstum von N26 begründet, weshalb eine Begrenzung erfolgte. Konkret darf die Bank fortan maximal 50.000 Neukunden pro Monat hinzugewinnen. Zudem darf das Kreditvolumen an Immobilienkrediten maximal 500 Millionen Euro betragen. Diese Begrenzungen schließen alle Länder ein, in denen die N26 tätig ist.
Bei der Berliner Neobank Solarisbank wurden während einer Sonderprüfung durch die BaFin im Dezember 2020 teilweise schwerwiegende Mängel festgestellt. Diese betrafen die Organisation und die Auslagerung von Bankaktivitäten. Deshalb musste die Neobank ihre Eigenmittel erhöhen.

## International
Neo- und Online-Banken unterscheiden sich international im Hinblick auf den Rechtsstatus und im Regelfall auch hinsichtlich ihrer Aktionäre. In Deutschland sind nach § 2a KWG alle Rechtsformen mit Ausnahme des Einzelunternehmens zugelassen.
Die wohl erste Neobank weltweit ist die 2009 in den Vereinigten Staaten gegründete Simple. Ihr folgte 2011 Moven mit eigener Banklizenz, die jedoch 2020 schloss. Im Jahre 2012 entstand Chime in San Francisco mit heute zwei Millionen Kunden. Im englischen Sprachraum findet sich oft auch der Begriff der „challenger bank“ (deutsch „Herausfordererbank“).
Erst im September 2014 erhielt die niederländische Bunq eine Banklizenz, nachdem sie bereits im März 2012 gegründet worden war. Nickel (eine Tochtergesellschaft von BNP Paribas) ist die erste im April 2017 gegründete Neobank in Frankreich.

## Wirtschaftliche Aspekte
Günstige Kostenstrukturen, einfacher Netzzugang und fortschrittliches Serviceangebot ermöglichen den Neobanken die Entwicklung eines neuen Standards im standardisierten Privatkundengeschäft (englisch retail banking). Da keine Beratung erfolgt und überwiegend digitale Daten bearbeitet werden müssen, sind die Personalkosten wesentlich geringer als bei klassischen Kreditinstituten. Das wirkt sich auf die Preispolitik der Neobanken aus, die eine einfache Gebührenstaffelung aufweisen und deren Bankgebühren niedriger sind als bei der klassischen Konkurrenz, deren Preisdifferenzierungen zu geringer Markttransparenz beitragen.

## Neobanken (Auswahl)
Neobanken in Deutschland
- bunq
- C24 (Bank der Check24 GmbH)
- N26
- Openbank
- Revolut
- Trade Republic Bank
- Triodos Bank
- Tomorrow
- Vivid
- Wise, vormals Transferwise

Neobanken in der Schweiz
In der Schweiz sind neben Revolut (ohne Einlagensicherung) und N26 auch Schweizer Anbieter am Markt vertreten:
- Neon (Produkt u. a. von TX Group in Zusammenarbeit mit der Hypothekarbank Lenzburg; mit bedingter Einlagensicherung)
- Wise, vormals Transferwise
- Yapeal (mit Beteiligung von Abacus; ohne Einlagensicherung)
- Yuh (Joint Venture von Swissquote und Postfinance; mit bedingter Einlagensicherung)
- Zak (Produkt der Bank Cler; mit bedingter Einlagensicherung)

Neobanken in anderen Staaten
- Nubank (Brasilien)
- SoFi (Vereinigte Staaten)
- Tinkoff Bank (Russland)